# تحر (منطق)

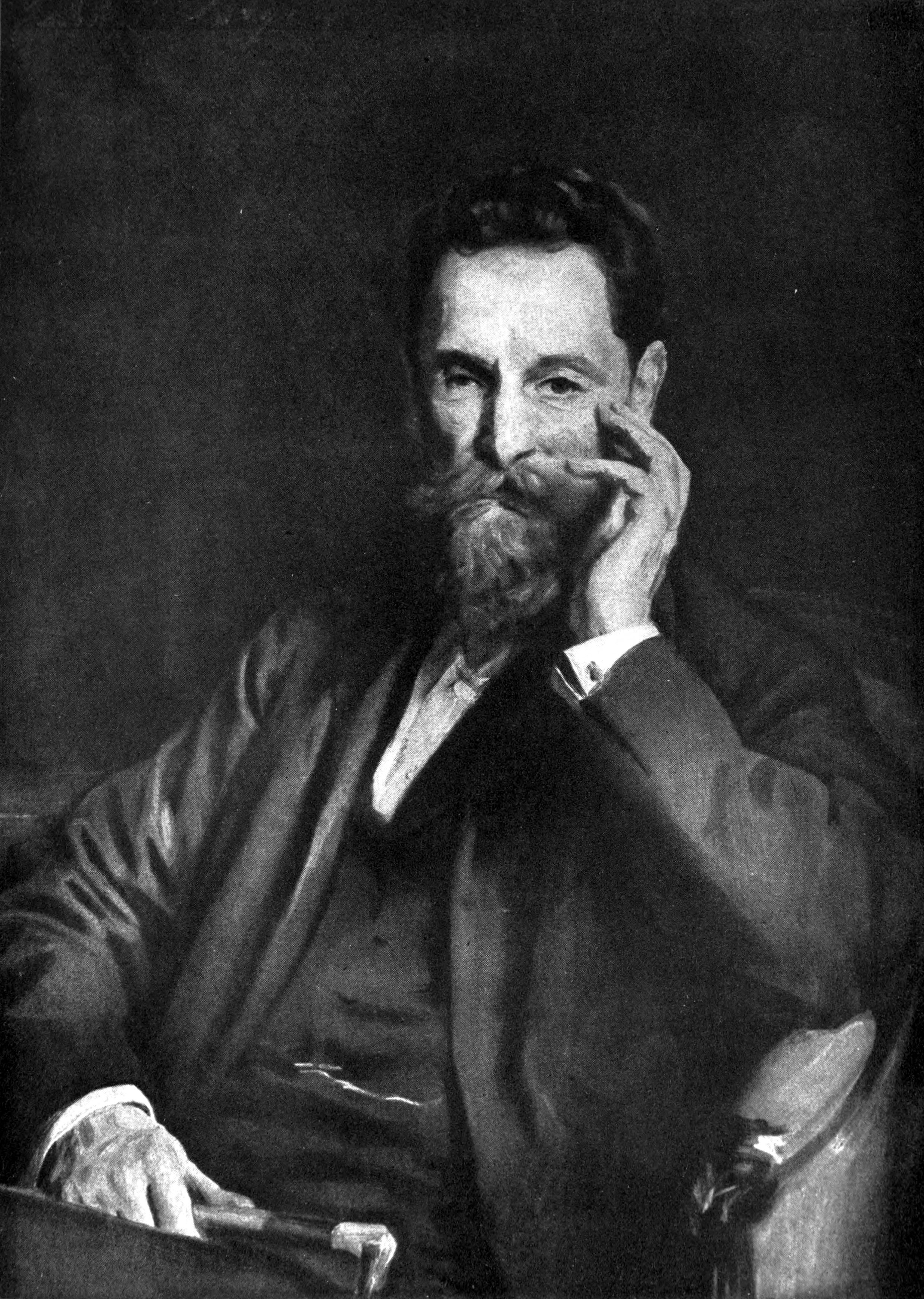

التحري هو أي عملية تهدف لزيادة المعرفة، إيضاح أي الشك، حل مشكلة. بعكس التحقيق، فإن التحري تحاول كشف الحقيقة وليس كشف الأخطاء أو العيوب. وعادة، يتم التحري عن طريق جمع، وتقييم وتحليل وربط المعلومات والبيانات المرتبط بالموضوع لإعطاء معنى لكل المعطيات المتوفرة. والتحريات نوعان: التحري القضائي التي تتبع لحل لغز قضائي أو إجرامي، والتحري الصحفي الذي يقوم به صحافيون لإيضاح حقيقة ما للجمهور. المبحث العلمي للتحري يسمى نظرية التحري.

## الأساليب التقليدية
هناك العديد من المبادئ التقليدية التي تستعمل في تحري المعرفة وعها أرسطو في كتابه بريو أناليتكس. وهي:

### الاستنباط
الاستنباط هو الاستدلال من العام على الخاص، أي استخلاص نتيجة من المعطيات المتوفرة وافتراض علاقة جديدة تسمى "الحدس العلمي"، وتختبر لتصبح نظرية أو قاعدة أو قانونا وذلك حسب قيمة الاثبات ودرجة اليقين.

### الاستقراء
الاستقراء هو الإستدلال من الخاص إلى العام وتكون فيه معطيات وعناصر الحجج المقدمة تدعم الاستدلال النهائي لكنها لا تؤكده بيقين.

### الاستدلال
الاستدلال هو عملية استخراج جواب أو نتيجة بناء على معلومات معروفة مسبقا فقط، وقد تكون صحيحة أو خاطئة.